# Hanah
Linn Christel Hanah Johnsen, conosciuta semplicemente come Hanah (Tokyo, 7 dicembre 1984), è una cantante norvegese.

## Biografia
Hanah è nata nella capitale giapponese, dove suo padre Jørn Johnsen lavorava come esecutivo per la casa discografica PolyGram, ed è cresciuta a Bærum. Nel 2000 ha firmato con la DaWorks Records, parte della famiglia della PolyGram, avviando la sua carriera musicale. Il suo primo successo è arrivato nel 2001 con il singolo Hollywood Lie, che ha raggiunto la 3ª posizione della classifica norvegese, rimanendo in top twenty per tre mesi. La cantante ha inoltre promosso la canzone in Svezia, esibendosi in una delle serate dal vivo del popolare talent show Fame Factory. Il singolo successivo, Best Friend, è invece arrivato al 15º posto. I due brani sono contenuti nell'album di debutto della cantante, Myself. Nel 2004 è uscito il secondo album, Monkey Forest.

## Discografia

### Album in studio
- 2001 – Myself
- 2004 – Monkey Forest
- 2019 – HD01

### Singoli
- 2000 – Somebody Different
- 2000 – Summer Is Coming
- 2001 – Heart of Gold
- 2001 – Hollywood Lie
- 2001 – Best Friend
- 2004 – Thank You
- 2004 – Mr. Heartbreaker